# Schulmarketing
Schulmarketing bezeichnet Aktivitäten von Wirtschaftsunternehmen, die darauf gerichtet sind, insbesondere Schüler, aber auch Lehrer als Kunden von Produkten oder von Dienstleistungen zu werben. Wenn diese Zielgruppen von Herstellern von Lehr- und Lernmaterial beworben werden, so spricht man von Education Marketing; unter Schulmarketing im engeren Sinne wird meist das Marketing solcher Produkte oder Dienstleistungen verstanden, die keine Bildungszwecke erfüllen.
Der Begriff Schulmarketing ist heute untrennbar mit Sponsorenleistungen verbunden, die Schulen, um ihre Finanzierung oder ihre Materialbestände aufzustocken oder um kostenlose Dienstleistungen in Anspruch nehmen zu können, auf dem Wege des Fundraising bzw. der Akquisition von Drittmitteln selbst einwerben.
Steffen Hillebrecht definierte 2001 zwei Wirkungsrichtungen des Schulmarketings: Die Marketingarbeit für kommerzielle Angebote an Schulen, im Rahmen der engen gesetzlichen Restriktionen, als Nebenaspekt und die Betrachtung schulischer Angebote unter Marketingaspekten als Schwerpunkt. Im Kern geht es in dieser Sichtweise darum, Schulen als Teilnehmer am Bildungsmarkt zu begreifen und Ansatzpunkte für eine nachfragergerechte Profilierung zu finden. Diese Sichtweise findet sich auch – auf die Situation in Österreich angewandt – bei Reisch u. a. (2001) sowie in eingegrenzter Form bei Regenthal (2001). Erneut aufgegriffen wurde diese Sichtweise in den Sammelwerken von Rödiger Voss (2008) und Thomas Breyer-Mayländer (2012).

## Schulmarketing in Deutschland

### Rechtslage
Die Zulässigkeit von Werbemaßnahmen der Wirtschaft an Schulen ist in den Schulgesetzen der einzelnen Bundesländer geregelt. Die Kultusministerien beschränken sich jedoch auf allgemeine Vorgaben, wie Schulleitungen und Lehrer mit Werbung und Sponsoring umgehen sollen, und lassen ihnen weite Spielräume der Interpretation.
Das Einwerben und die Annahme von Sponsoring ist in allen Bundesländern grundsätzlich erlaubt. Jedoch dürfen sich weder Lehrer noch Schüler zu Gegenleistungen verpflichten; ebenso unzulässig ist es, Lehrpersonal für den regulären Unterricht zu sponsern; Sponsoren dürfen auch keine Personendaten der Gesponserten weitergeben. Aufgrund ihres verfassungsrechtlich verankerten Neutralitätsgebots dürfen Schulen beim Abschluss von Sponsoringverträgen weder Unternehmen bevorzugen noch Exklusivverträge abschließen, sondern sind in dieser Hinsicht dem Wettbewerbsrecht verpflichtet. Unter welchen Bedingungen Sponsoren und Schulleiter sich wegen Vorteilsgewährung oder Bestechung bzw. wegen Vorteilsannahme oder Bestechlichkeit strafbar machen können, hat 2011 der 3. Strafsenat des Bundesgerichtshofes geklärt; danach liegt bei verwaltungsrechtlich rechtmäßigem Handeln ‒ insbesondere bei Vorliegen einer Verwaltungskostennorm ‒ kein unlauterer korruptiver Kauf einer Diensthandlung vor.
Zu den Bundesländern, in denen Sponsoring und Werbung an Schulen vergleichsweise restriktiv behandelt werden, zählt Hamburg, wo Bemühungen der Bildungsbehörde, Werbung an Schulen freizugeben, im Jahre 2007 an Bürgerprotesten gescheitert sind. In Nordrhein-Westfalen ist Werbung, die nicht schulischen Zwecken dient, in der Schule grundsätzlich unzulässig; Sponsorenleistungen dürfen jedoch angenommen werden, wenn sie „mit dem Bildungs- und Erziehungsauftrag der Schule vereinbar sind und die Werbewirkung deutlich hinter den schulischen Nutzen zurücktritt“. Die Entscheidung liegt bei der Schulleitung, die hierfür allerdings auch die Zustimmung der Schulkonferenz und des Schulträgers einholen muss. In Niedersachsen, Bayern und Baden-Württemberg bestehen ähnliche Regelungen. In Sachsen dürfen Schulen sich vom Sponsor nicht abhängig machen, etwa indem sie sich von ihm regelmäßig bei der Erfüllung schulischer Aufgaben helfen lassen; die einzige Gegenleistung darf darin bestehen, dass die Schule auf die Unterstützung des Sponsors hinweist.
Am großzügigsten sind die Regelungen in Berlin, Bremen und Sachsen-Anhalt. Für Alkohol, Süßigkeiten oder Zigaretten jedoch darf in den meisten Bundesländern nicht geworben werden.
Auch in der Schweiz scheinen die Regeln relativ liberal zu sein, da vielfältige Möglichkeiten gesponserter Aktivitäten bekannt sind.

### Praxis
Übliche Maßnahmen sind z. B. die Verteilung von Stundenplänen, Malheften, Collegeblöcken, Postkarten oder Informationsmaterialien mit darauf platzierten werblichen Botschaften an die Schüler bzw. Schulklassen.
Viele Unternehmen sind im Sponsoring von Schulaktivitäten tätig. Dieses Sponsoring wird dabei oft auch als „gesellschaftliches Engagement“ umschrieben. Aus dem Bereich der Energiebranche beispielsweise bündelt etwa RWE Aktivitäten für Schüler und Schulen in einem Onlineportal; neben Unterrichtsmaterialien, Klassenausflügen, Fortbildungen für Lehrkräfte und Erzieher, Gewinnspielen, Verlosungen werden auch verschiedene Kooperationen angeboten. Ähnliche Aktivitäten werden aber auch von kommunalen Versorgungsunternehmen oder Unternehmen, deren Anteile bei der öffentlichen Hand liegen, angeboten.

### Kritik
Schulmarketing wird aus rechtlichen und moralischen Gründen, etwa der Angst vor Einflussnahme von Wirtschaftsunternehmen durch übermäßige Konfrontation der Schüler mit Werbemaßnahmen und wegen der Schaffung von Abhängigkeitsverhältnissen der zulassenden Schulen, abgelehnt.
Der Verein Lobbycontrol kritisiert, dass dabei gezielt Einfluss auf Schüler genommen werden solle; die Firmen würden Kinder als Multiplikatoren verwenden und somit auch Personen aus dem unmittelbaren Umfeld der Projektteilnehmer erreichen. Sechs an einer solchen Aktion beteiligte Schulen aus Niedersachsen sind überzeugt, die inhaltliche Einflussnahme kontrollieren zu können. Ähnlich lautet die Kritik des Schweizerischen Dachverbands der Lehrer und Lehrerinnen.

### Personalmarketing
Das Schulmarketing wird zunehmend auch als Instrument der strategischen Personalbeschaffung verstanden. Ziel ist es, bei begabten Schülern frühzeitig Interesse an Ausbildungen und Studiengängen zu wecken, an denen das Unternehmen langfristigen Bedarf sieht.
Dazu werden unter anderem die folgenden Maßnahmen genutzt: Finanzierung von Lernmitteln wie Büchern, technischer Ausstattung oder Computern, Spenden für Schulpreise, Veranstaltung von Planspielen, Betriebsbesichtigungen, Vorträge an Schulen über Ausbildungsmöglichkeiten, Praktika und „Schnupperwochen“, Förderung des Schulsports und Gewinnung von Lehrern als Dozenten für die Organisation.
Auf die Planung und Umsetzung dieser Kampagnen haben sich verschiedene Agenturen spezialisiert.

## Rundfunkberichte
- Claudia Fuchs: Die Schule als Werbeplattform – Der Einfluss von Unternehmen im Klassenzimmer, in SWR2 „Wissen“ vom 21. Dezember 2013